# Sya
För andra betydelser, se Sya (olika betydelser).
Sya är en tätort i Mjölby kommun och kyrkby i Sya socken, är belägen mellan Mjölby och Mantorp. 
Järnvägen Södra stambanan passerar samhället och Svartån rinner förbi i närheten.

## Befolkningsutveckling
| Befolkningsutvecklingen i Sya 1950–2020 | Befolkningsutvecklingen i Sya 1950–2020 | Befolkningsutvecklingen i Sya 1950–2020 | Befolkningsutvecklingen i Sya 1950–2020 | Befolkningsutvecklingen i Sya 1950–2020 |
| --------------------------------------- | --------------------------------------- | --------------------------------------- | --------------------------------------- | --------------------------------------- |
|                                         |                                         |                                         |                                         |                                         |
| År                                      |                                         |                                         | Folkmängd                               | Areal (ha)                              |
| 1950                                    | 1950                                    |                                         | 256                                     |                                         |
| 1960                                    | 1960                                    |                                         | 273                                     |                                         |
| 1965                                    | 1965                                    |                                         | 256                                     |                                         |
| 1970                                    | 1970                                    |                                         | 259                                     |                                         |
| 1975                                    | 1975                                    |                                         | 228                                     |                                         |
| 1980                                    | 1980                                    |                                         | 227                                     |                                         |
| 1990                                    | 1990                                    |                                         | 257                                     | 36                                      |
| 1995                                    | 1995                                    |                                         | 290                                     | 36                                      |
| 2000                                    | 2000                                    |                                         | 289                                     | 36                                      |
| 2005                                    | 2005                                    |                                         | 287                                     | 36                                      |
| 2010                                    | 2010                                    |                                         | 306                                     | 36                                      |
| 2015                                    | 2015                                    |                                         | 308                                     | 36                                      |
| 2020                                    | 2020                                    |                                         | 294                                     | 36                                      |
|                                         |                                         |                                         |                                         |                                         |

## Samhället
Det finns en auktionshall på orten där diverse gods auktioneras ut regelbundet. 
Inte långt från Sya samhälle ligger Pilkällan där källvatten kommer i dagen. 

## Idrott
Sya skidklubb har orsakat en viss lokal uppmärksamhet i Östergötland genom att de senaste åren anordna korta skidtävlingar på midsommarafton. Detta lyckas man med genom att spara snö under högar av bark.